# Sound Satellite
『Sound Satellite』（サウンド・サテライト）は、2017年11月1日から2019年11月30日までRadio NEOで放送されていたラジオ番組。

## 概要
開局当初から長らくこの時間帯はInterFM897のネット放送を行っていたが、2017年11月に行われたInterFM897の大型改編で15:00からの「Ready Steady George!!」が13:00へ移動される事になり、Radio NEOでは13時台が「SUNNY」の放送と重なることから、同局では飛び乗り放送などは行わずに2017年10月31日の放送をもって放送を打ち切ることを決定し、翌11月1日から当番組が放送されることとなった。
番組内容は洋楽をノンストップで流し、合間にTomが英語のみで曲紹介・ライブ情報・番組案内を行うというもので、外国人リスナーを対象にした内容となっており、TomがLOVE FMで担当している「After Dark」に非常に近いものとなっている。
ただ「After Dark」とは違い、当番組ではメールやTwitterでのメッセージ・リクエストを受け付けているため、リスナーのメッセージを紹介を行うこともあるが、前述にもある様に外国人リスナーを対象にしているため、紹介されるのは英語でのメッセージのみに限られている。
番組ではTom以外にも複数のスタッフが関わっており、番組開始から2019年6月までの間、その中には選曲担当としてInterFM897でディレクターを務める山本達也も含まれていた。

## 放送時間

### 過去
- 毎週月曜 - 金曜 14:00 - 17:40（2017年11月1日[2] - 2018年3月30日[4]）
- 毎週月曜 - 金曜 13:00 - 17:40（2018年4月2日[4] - 12月21日）
- 毎週月曜 - 金曜 13:00 - 17:34（2018年12月24日 - 2019年6月28日）
- 毎週月曜 - 金曜 10:00 - 12:00（2019年7月1日 - 11月30日）

## パーソナリティ
- Tom Dufleit

TomはかつてRADIO-iで開局当初から閉局時まで「After Dark」に出演しており、東海エリアのラジオ番組としては約7年ぶりの出演となる。

## タイムテーブル
2018年12月現在のタイムテーブルであり、時間に関しては日によって変動する場合がある。
- 14:54 - 15:00 快適生活ラジオショッピング
- 16:20 - 16:30 DOXY LIVE INFORMATION（金）

## コーナー

### 過去
- DOXY LIVE INFORMATION

## エピソード
- 2017年11月1日（第1回）放送は、radikoの番組表上では14:00 - 17:40で配信されたため、タイムフリーで全編聴取できる状態ではなかったが[注釈 2]、翌日の放送から14:00 - 16:00の分をPart.1、16：00 - 17：40までの分をPart.2として配信を行うようになった。
- 2017年11月7日放送では、番組冒頭に放送機器のトラブルが発生し、約8分間は放送されず、フィラーで穴埋めされるという出来事があった。この件に関しては番組終了後に番組ブログ等で謝罪するのみに留まった。
- 放送開始後初となるスペシャルウィーク企画「Radio NEO with V ～新しい声、聞きたくない？～」（2017年12月11日 - 17日）の対象番組に当番組も含まれており、番組では「トムとつながってスマートスピーカーを当てよう！」と題して、この期間に限ってリスナーが日本語で送ったメッセージをスタッフが通訳してTomが紹介するという形で放送を行った。その他、共通企画であるボイスジングルも受け付け、メッセージの紹介後に流すなど、全体的に企画に従う形となっていた。また、企画に参加したリスナーの中から抽選で1名に「Google Home mini」がプレゼントするという企画も実施された。
- 2018年1月22日からの放送では、翌週29日に開催される第60回グラミー賞のノミネート候補アーティストの紹介ジングルと楽曲を一曲流す枠を設けていた。2018年度は特番・特集等を行っておらず、特集枠は当番組のみとなった。
- 2018年1月31日の放送では、同日の皆既月食に合わせて開催されていたスペシャル企画「ラジオは、宇宙だ。」の企画の一つとして、当番組では「Brother Earth presents Dance with the Moon」のコーナーを14時台・16時台にそれぞれ30分間行った。内容としては夜空・月などに関係する楽曲のMixを放送しつつ、途中に月に関しての話題を紹介すると言うもの。Tomの英語放送に加え、佐野瑛厘による日本語放送も行われた。
- 2018年2月6日〜9日の放送では、週末に開催される予定の「GOOD SPEED presents Brunch Time Drive!!」の公開録音に関する番組宣伝が毎時間1回ずつ行われた。今まではTomによる英語アナウンスのみであったが、今回はパーソナリティのユージによるもの（事前収録、日本語）の物が追加で流され、徐々にではあるが日本人リスナーに向けたアナウンスも増えつつある。
- 2018年4月18日の放送では、2度目となる放送機器のトラブルが発生し、番組冒頭の約6分間は放送されなかった。前回同様に復旧までフィラーで穴埋めされ、番組終了後に今回はTwitterのみで謝罪を行った。
- 2018年5月10日の放送では、同日に発生したradikoのシステム障害による影響で、radikoでの一部時間（13:45-14:15）の配信が中断された。中断された間もradiko側のサーバーには音源が保存されておらず、タイムフリー配信では該当時間にradiko側のフィラーを挿入して穴埋めを行っていた。当番組でのインターネット配信のみ中断されたのはこれが初めてのこととなった。
- 2019年4月29日の放送は、同日にInterFM897制作の「TOKYO RAINBOW PRIDE 2019 SPECIAL - ONE LOVE -」（10:00-17:40）をネットしたため、番組開始以来初めての番組休止となった。